# Darlington, Pennsylvania
Darlington är en ort i Beaver County i delstaten Pennsylvania, USA.